# Kriegergedächtniskapelle Ebermannstadt

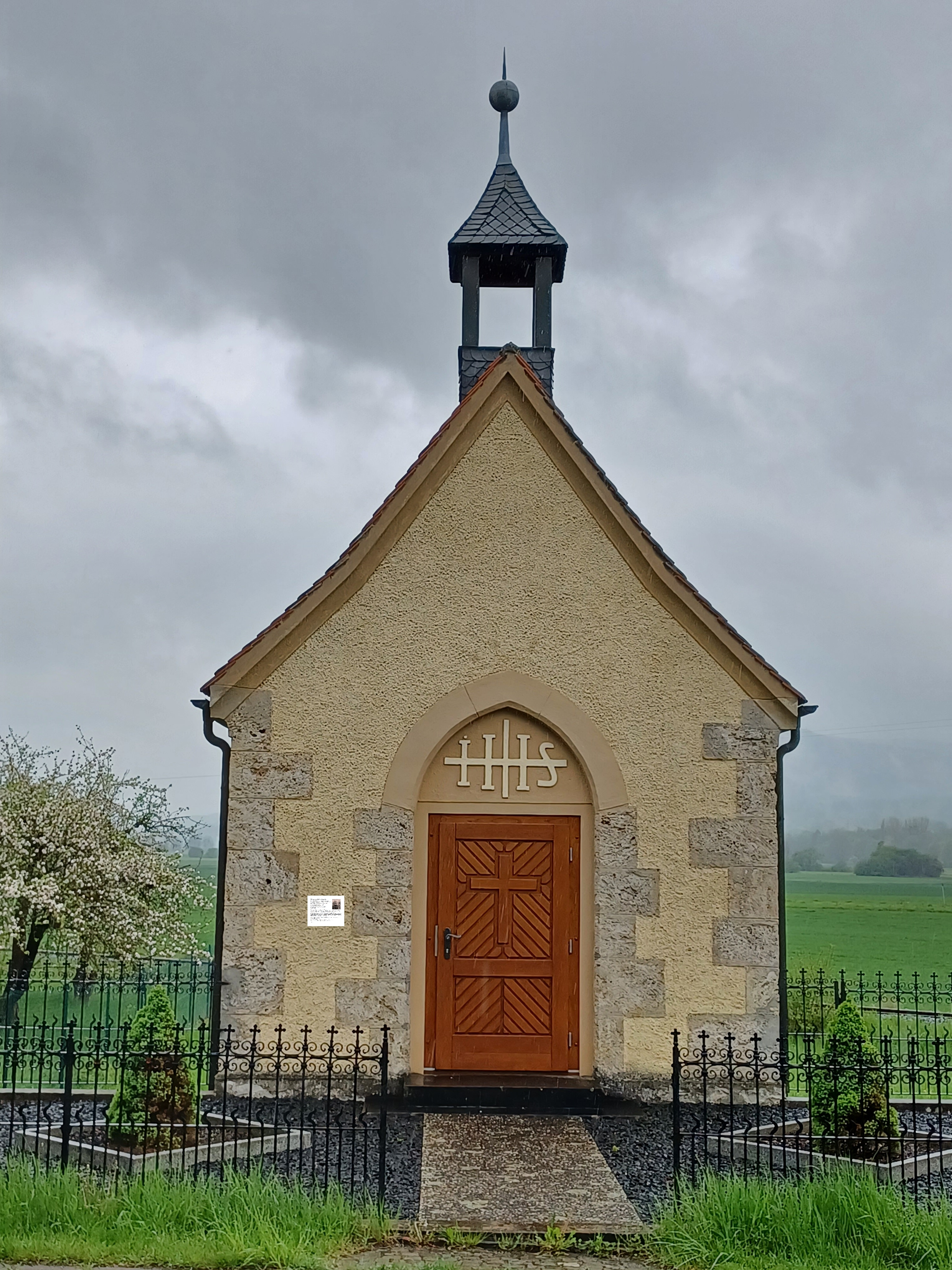
Kriegergedächtniskapelle Ebermannstadt (2021)

Die Kriegergedächtniskapelle Ebermannstadt (Dreifaltigkeitskapelle) ist eine Kapelle in der Pretzfelder Straße am Ortsrand von Ebermannstadt.

## Geschichte

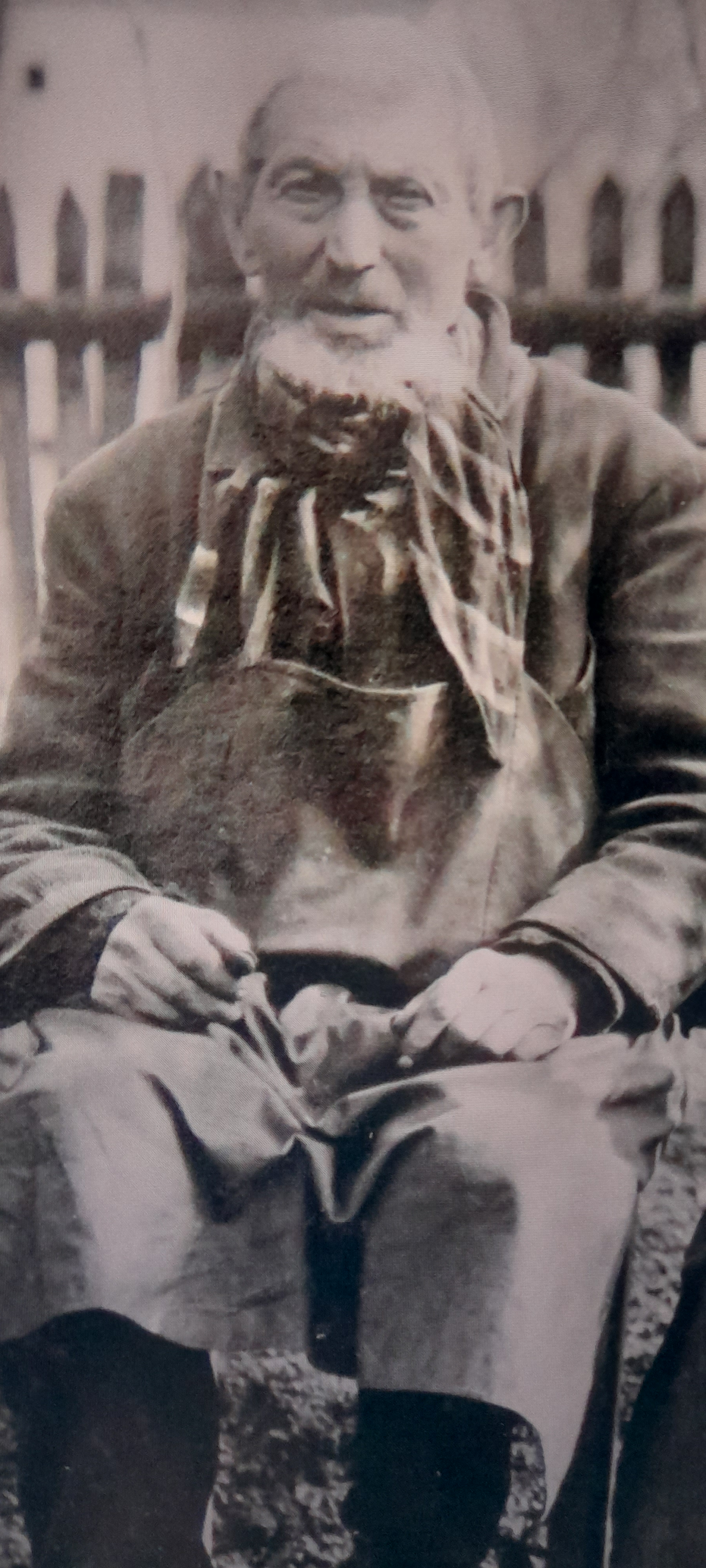
Peter Martin (Stifter)

Die Kapelle wurde von Landwirt Peter Martin (1851–1930) gestiftet. Er entstammte einer Familie, die schon im 17. Jahrhundert in Ebermannstadt ansässig war, wo er gemeinsam mit seinen Geschwistern eine Landwirtschaft betrieb.
Während des Ersten Weltkrieges legte Peter Martin  im Jahr 1915 ein Versprechen ab: Er will eine Kapelle bauen für den Fall, dass seine Geschwister und er selbst unversehrt und gesund den Krieg überstehen. Es soll eine Kapelle zum Dank und zu Ehren Gottes werden. Die Fertigstellung der Kapelle erfolgte nach Tod von Peter Martin durch seinen Bruder Georg, mit Hilfe seiner Geschwister und Neffen. Sie ist noch heute im Privatbesitz und wird von Nachfahren des Stifters gepflegt.
Kirchlich eingeweiht wurde die Kapelle am 31. Mai 1931 durch den damaligen Stadtpfarrer Weber.

Beerdigt wurde Peter Martin auf dem Friedhof von Ebermannstadt, u. a. zusammen mit den Geschwistern Georg und Anna. Der Grabstein ist heute noch erhalten.

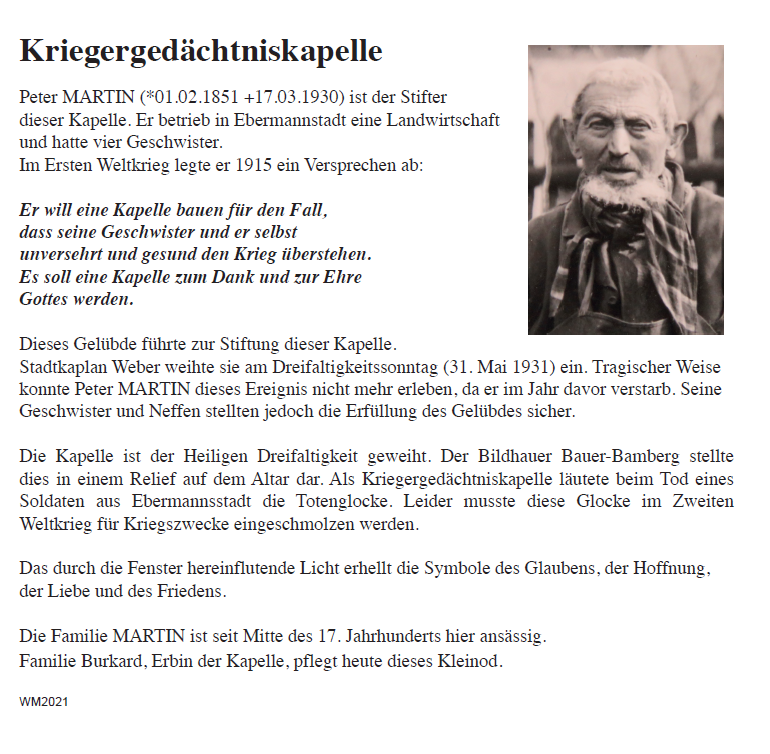
Gedenktafel
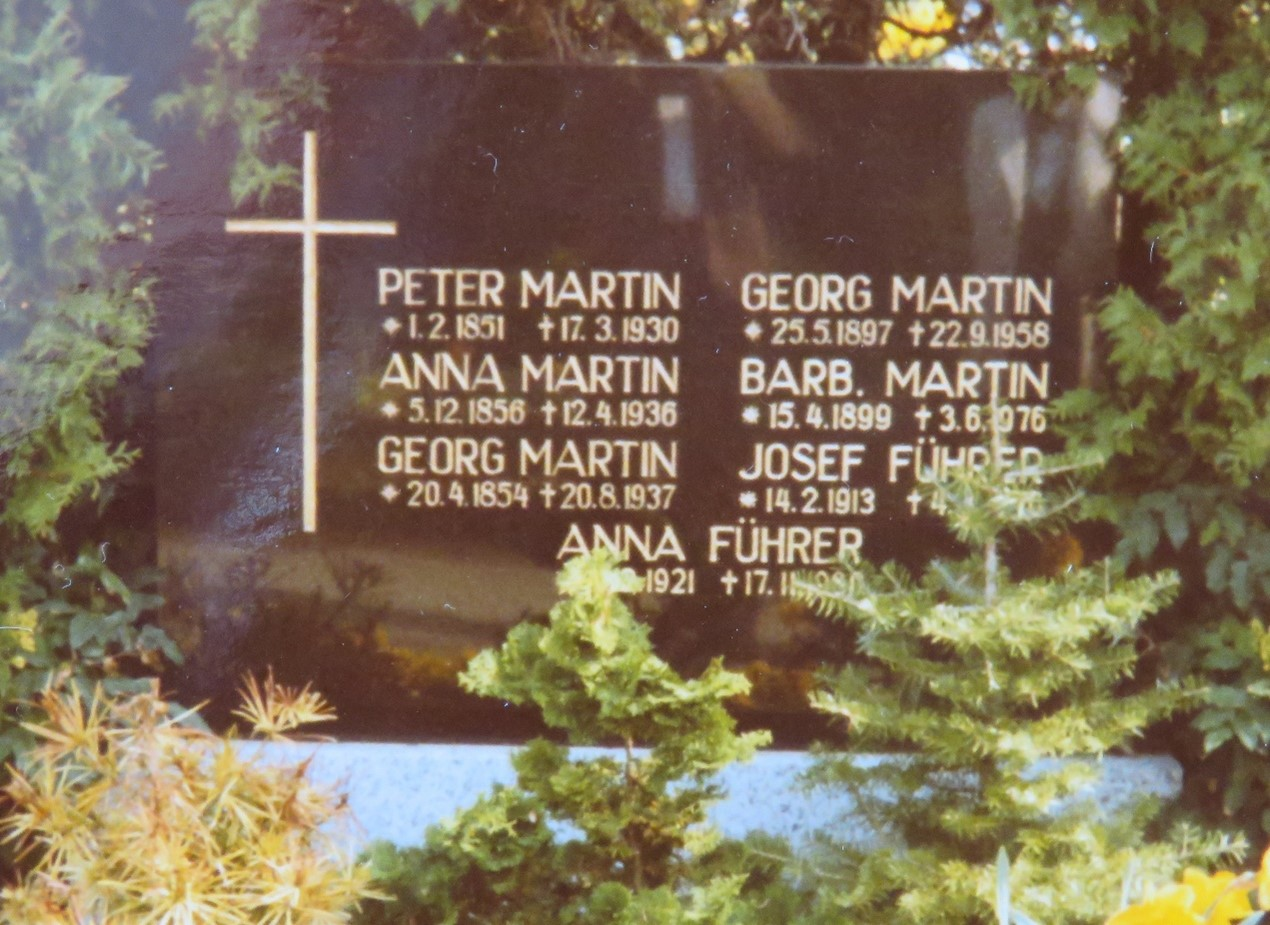
Grabstein Peter Martin

## Bauwerk
Das Bayerische Landesamt für Denkmalpflege führt die Feldkapelle unter der Nummer D-4-74-121-61. Die Kapelle ist ein „kleiner dreiseitig geschlossener Saalbau mit Satteldach und Dachreiter, teilverputzter Massivbau auf hohem Kalksteinquadersockel, neugotisch, nach 1915; gleichzeitig gemauerter Vorplatzsockel mit gusseiserner Einfriedung“.
Die Glocke wurde zu Kriegszwecken im Zweiten Weltkrieg eingeschmolzen.

## Innenausstattung
Die vier Bleiglasfenster in der Kapelle sind mit Symbolen jeweils eines für Glaube, Hoffnung, Liebe und Friede versehen.

Auf dem Altar ist die Heilige Dreifaltigkeit dargestellt, erstellt durch den Bildhauer Bauer-Bamberg.

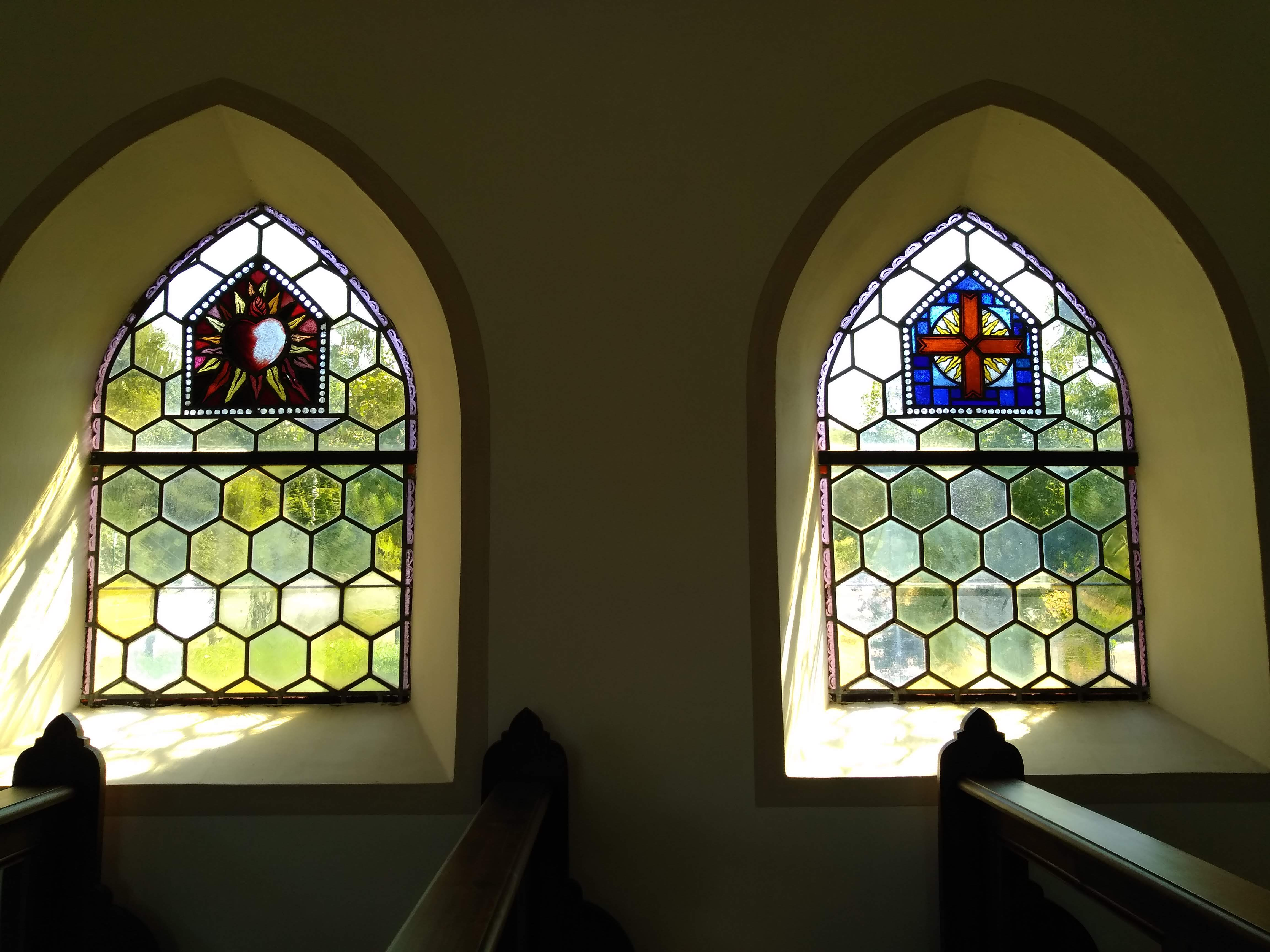
Bleiglasfenster Liebe & Glaube
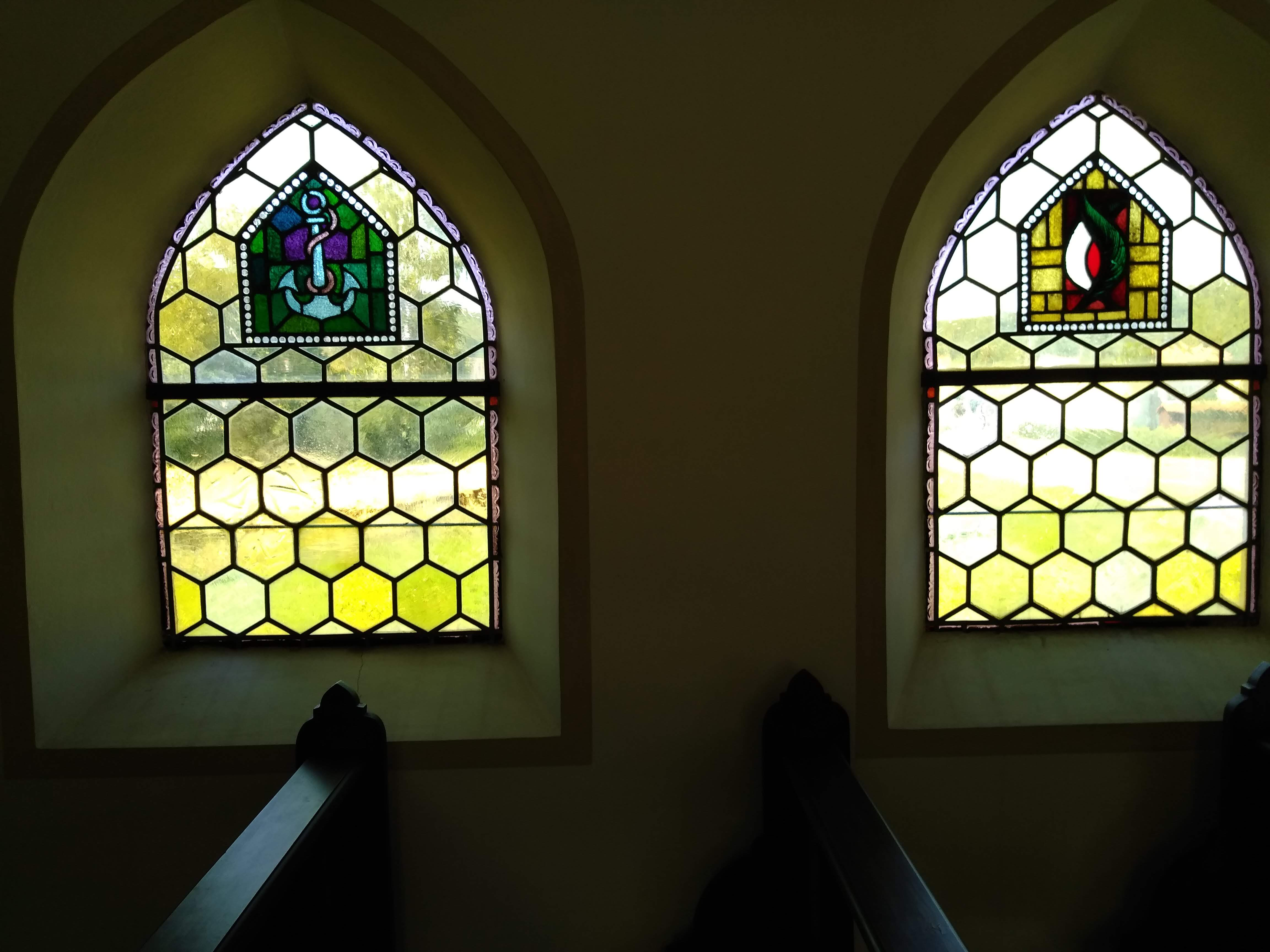
Bleiglasfenster Hoffnung & Friede
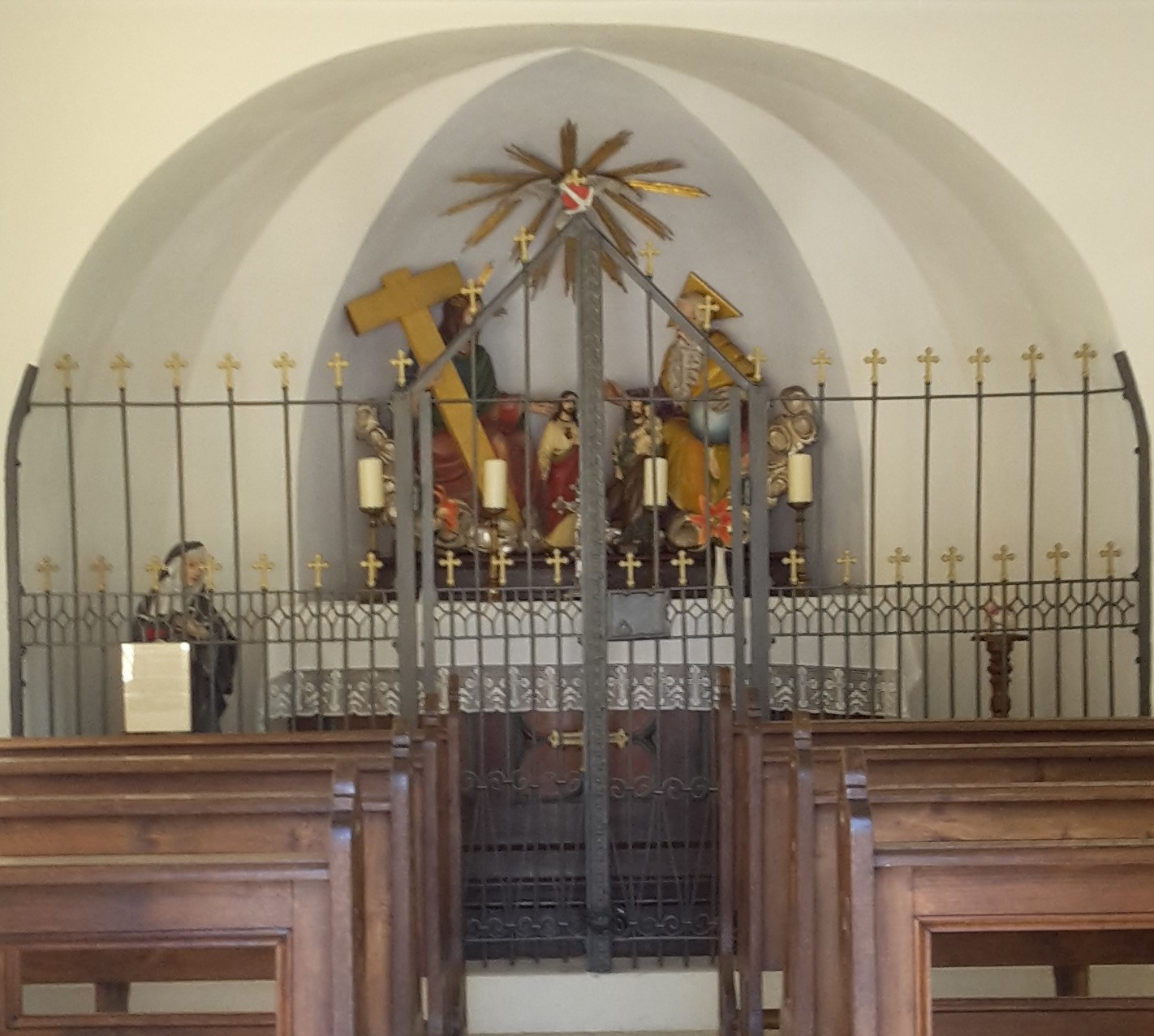
Altar
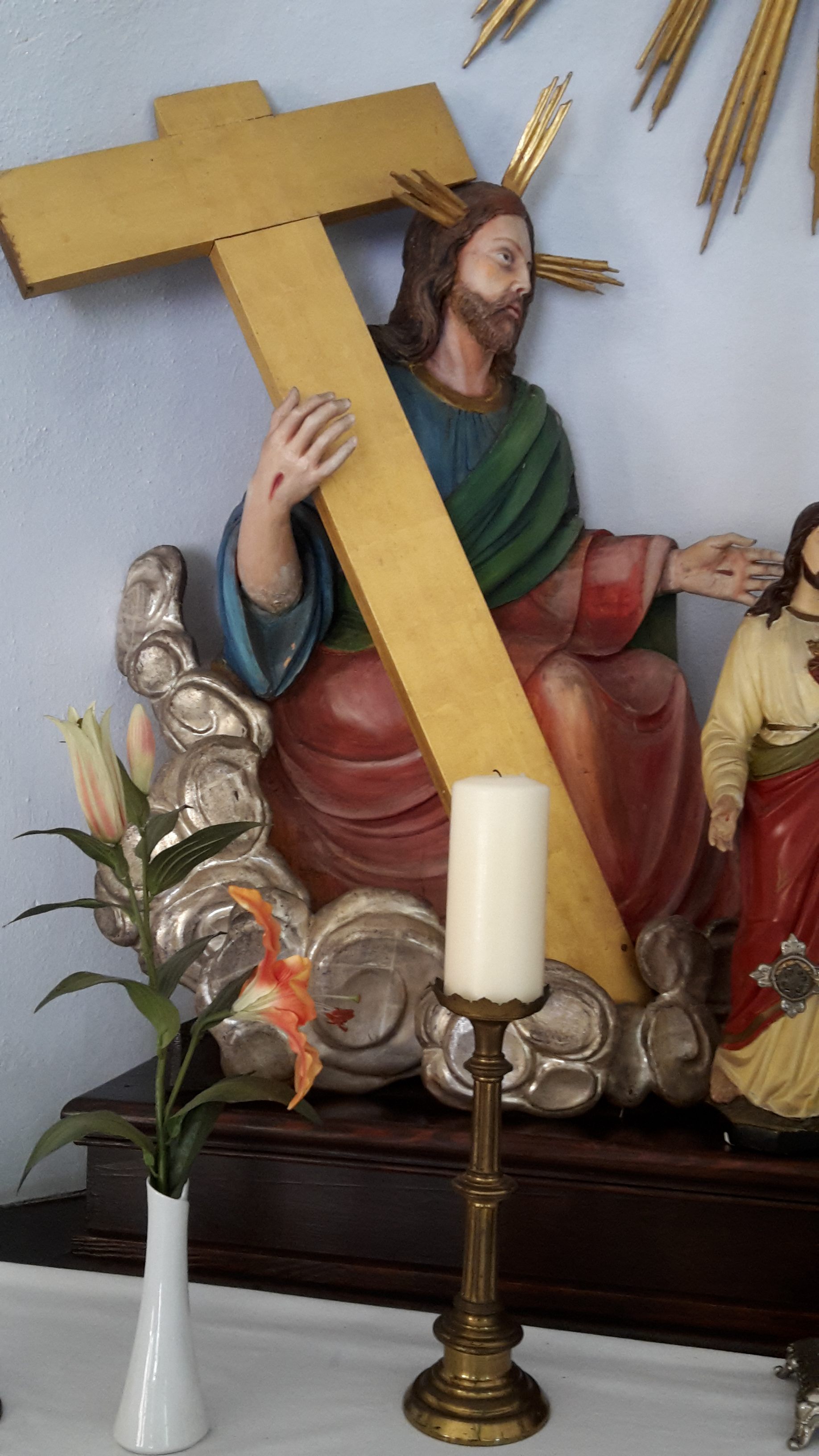
Jesus (Altar)
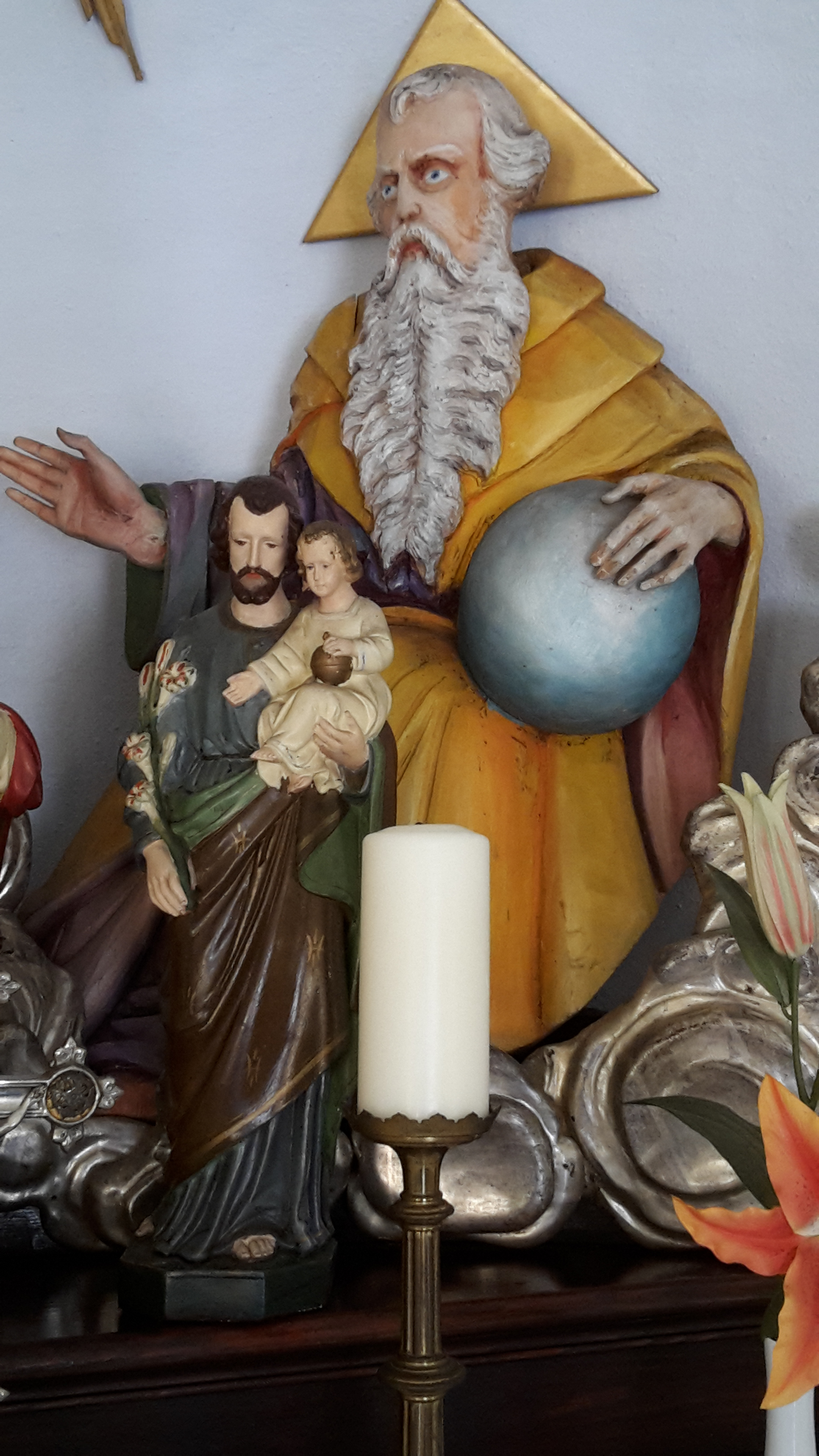
Gott Vater (Altar)
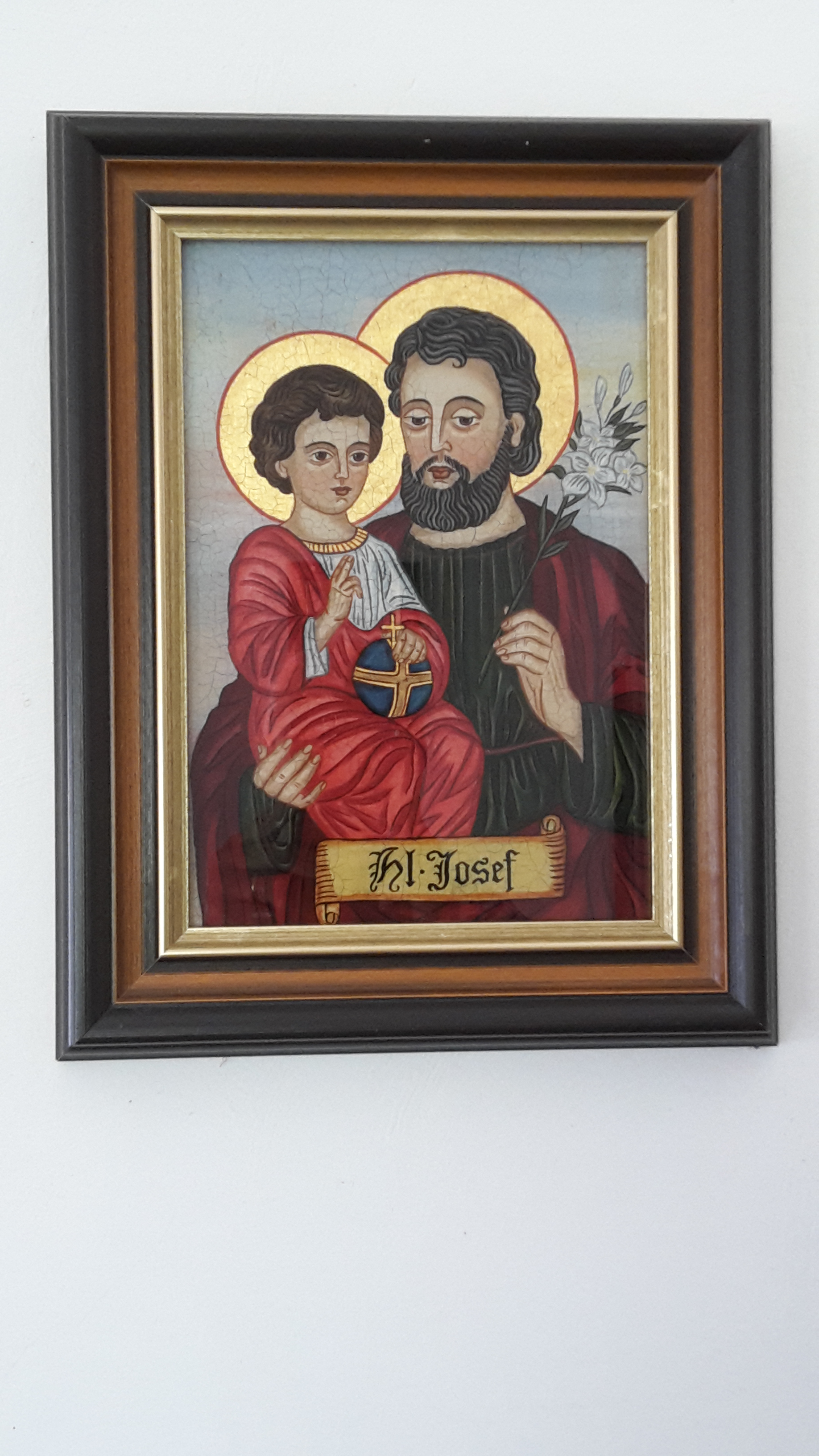
Hl. Josef
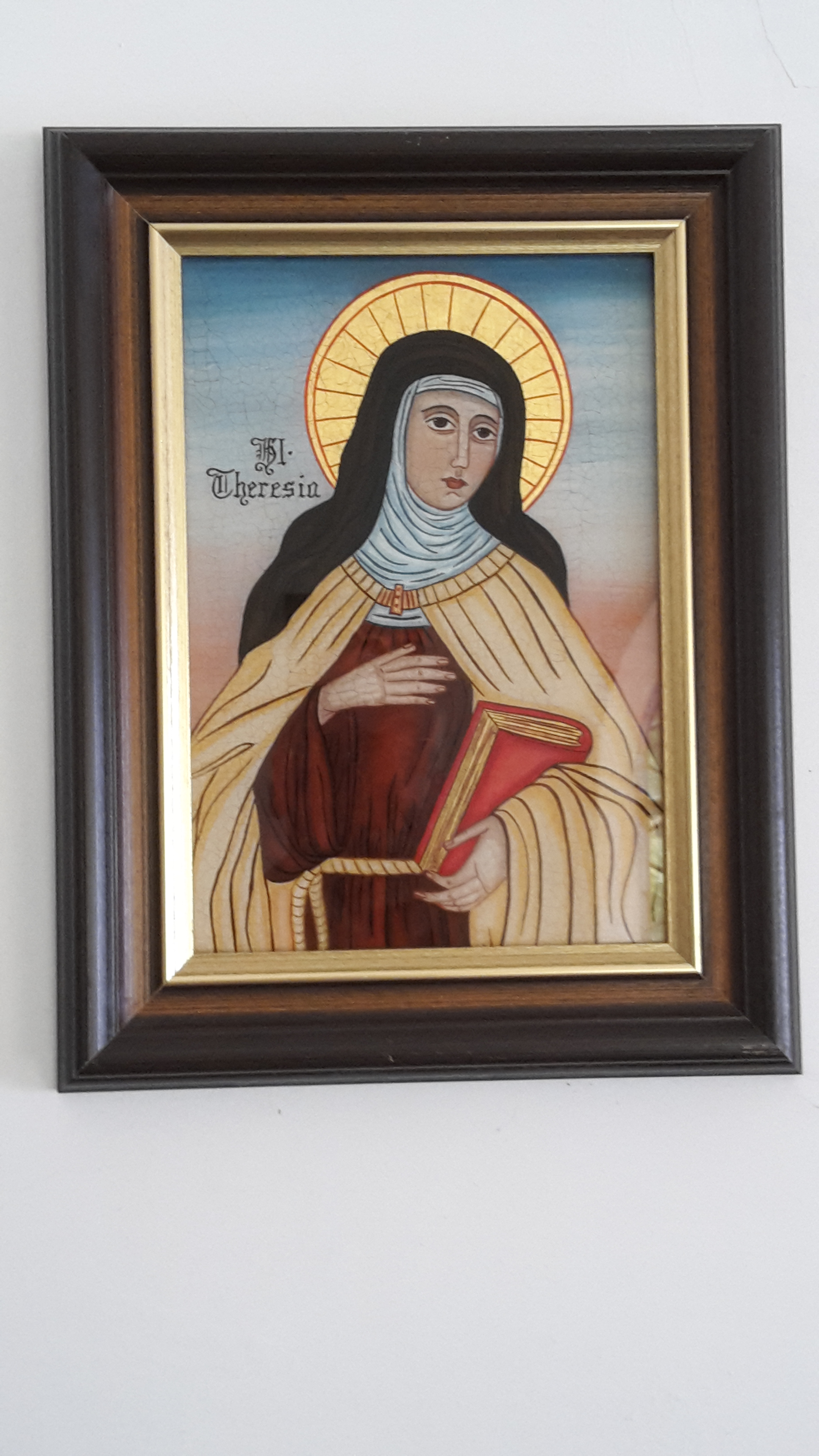
Hl. Theresia